# Brancaleone auf Kreuzzug ins Heilige Land
Brancaleone auf Kreuzzug ins Heilige Land (Originaltitel: Brancaleone alle crociate) ist eine Commedia all’italiana aus dem Jahr 1970. Regisseur Mario Monicelli setzte damit seinen Erfolgsfilm Die unglaublichen Abenteuer des hochwohllöblichen Ritters Branca Leone (1966) fort.

## Handlung
Im mittelalterlichen Italien schart der Ritter Brancaleone Christen um sich, um gemeinsam in den Kreuzzug zu ziehen. Sie erreichen ein Ufer, setzen über und glauben, den Ozean überquert zu haben; doch das Gewässer entpuppt sich als kleiner See. Unbeirrt ziehen sie weiter.
Die Anhänger eines inzwischen gewählten neuen Papstes metzeln die meisten aus Brancaleones Truppe als Fehlgläubige nieder. Er selbst überlebt zufällig wegen seiner Dusseligkeit. Mit den wenigen Verbliebenen macht er sich auf die Reise ins Heilige Land, um dort den König zu unterstützen. Unterwegs verhindert er, dass ein unredlicher deutscher Krieger einen Säugling in einem Körbchen ertränkt. Das Kind ist der Sohn des Königs, Auftraggeber des Mords dessen Bruder Turon, der den Bruder stürzen und den Erbfolger beseitigen wollte. Der Deutsche schließt sich Brancaleones Trupp ebenso an wie Tiburzia, die ein Dorf als Hexe verbrennen will, und ein Aussätziger, dessen Gesicht man nicht sieht. Sie werden verwickelt in Fraktionskämpfe zwischen Papst und Gegenpapst. Der Aussätzige rettet Brancaleone vor dem Ertrinken und erweist sich als die verwitwete, attraktive Adelsfrau Berta d’Avignon, die sich mit der Verkleidung vor ständigen Vergewaltigungen schützen wollte. Ihr Erscheinen weckt Tiburzias Eifersucht. In Jerusalem nimmt der König seinen Sohn entgegen, und Tiburzia muss beweisen, dass sie tatsächlich eine Hexe ist. Die militärische Lage ist festgefahren. Der König der Mauren schlägt einen Kampf fünf gegen fünf vor: Der Sieger soll über Leben und Tod der Unterlegenen entscheiden. In letzter Sekunde ist Brancaleone kurz davor, den Kampf zu gewinnen, da lässt Tiburzia mit Hexenkraft eine Kokosnuss auf ihn fallen, aus Eifersucht über seine Heiratsabsichten mit Berta. Die Christen werden getötet, und Brancaleone entkommt nur, weil sich Tiburzia für ihn opfert.

## Zum Werk
Der film-dienst lobte: „Obwohl das Ganze als wenig anspruchsvoll erscheint: die Darstellung und einige Sequenzen sind vorbildlich gelungen.“ Der künstlerische Wert werde „besonders in der Gestaltung komischer Situationen“ sichtbar. Positif wies Urteile über den zweiten Brancaleone-Streifen, die am Festival von San Sebastian geäußert wurden, zurück, er habe gegenüber dem ersten Teil an Schwung verloren, und seine Exaltiertheit sei gemäßigter. Vielmehr sei der verblüffende Film seines Vorgängers keinesfalls unwürdig. Er gehöre zahlreichen Genres an, und die Hauptfigur habe einen umfangreichen Stammbaum, vom Pantalone der italienischen Farce über Don Quijote bis zu Kapitän Fracasse. Von einem rasenden Antiklerikalismus, verpflichte sich die Erzählung ganz der Fantasie und gerate gelegentlich zum Klagegedicht.